# Arrondissement Brignoles
Arrondissement Brignoles je francouzský arrondissement ležící v departementu Var v regionu Provence-Alpes-Côte d'Azur. Člení se dále na 9 kantonů a 61 obcí.

## Kantony
- Aups
- Barjols
- Besse-sur-Issole
- Brignoles
- Cotignac
- Rians
- La Roquebrussanne
- Saint-Maximin-la-Sainte-Baume
- Tavernes